# قطعنامه ۱۳۲۴ شورای امنیت
قطعنامه ۱۳۲۴ شورای امنیت سازمان ملل متحد که در تاریخ ۳۰ اکتبر ۲۰۰۰ تصویب شد، سندی بین‌المللی دربارهٔ بررسی وضعیت مربوط به صحرای غربی است. این قطعنامه طی نشست ۴۲۱۱ام با ۱۵ رای موافق، ۰ مخالف و ۰ ممتنع تصویب شد.